# Grube Christa

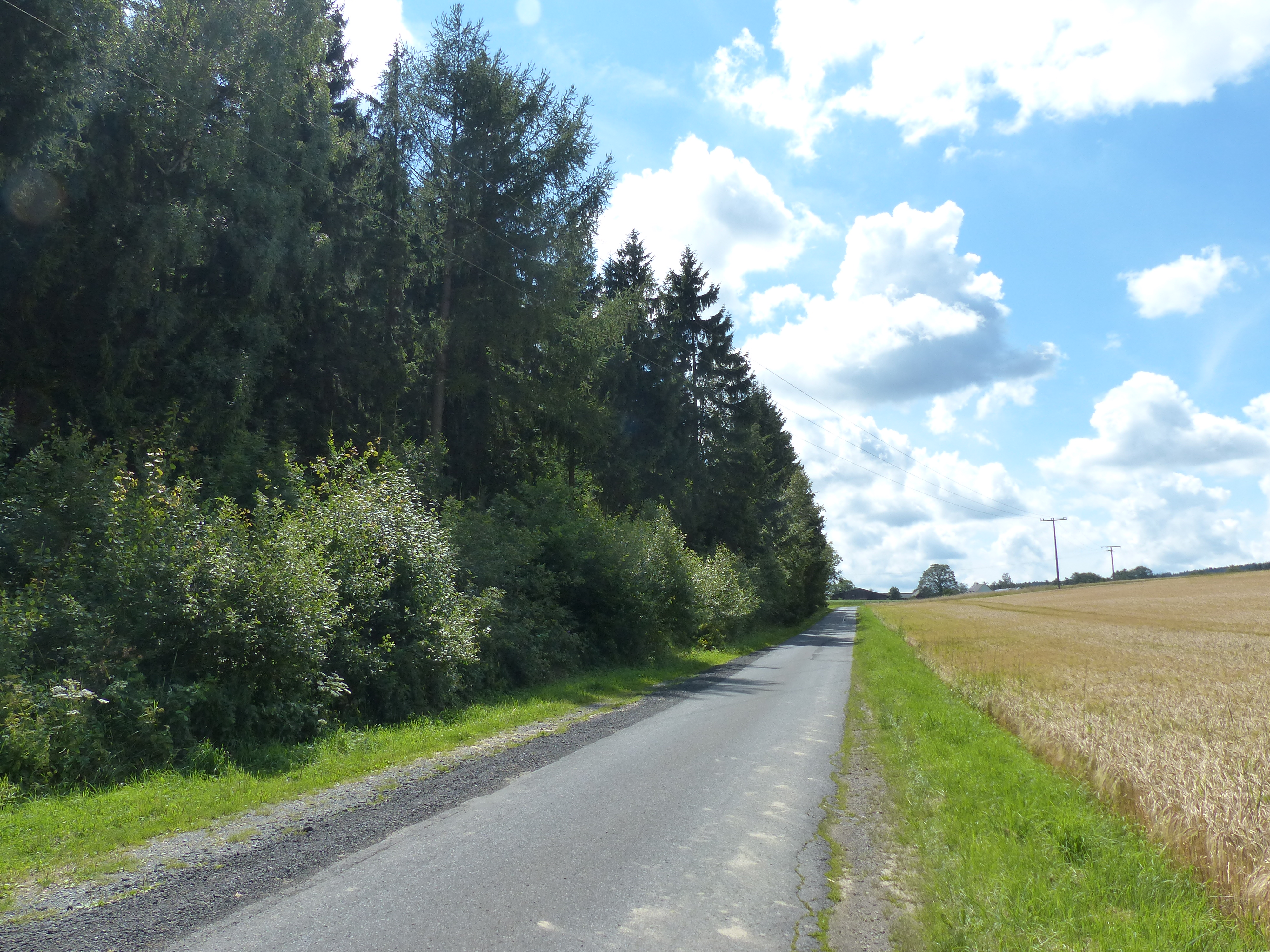
Standort der ehemaligen Grube am Waldrand in Sichtweite von Großschloppen

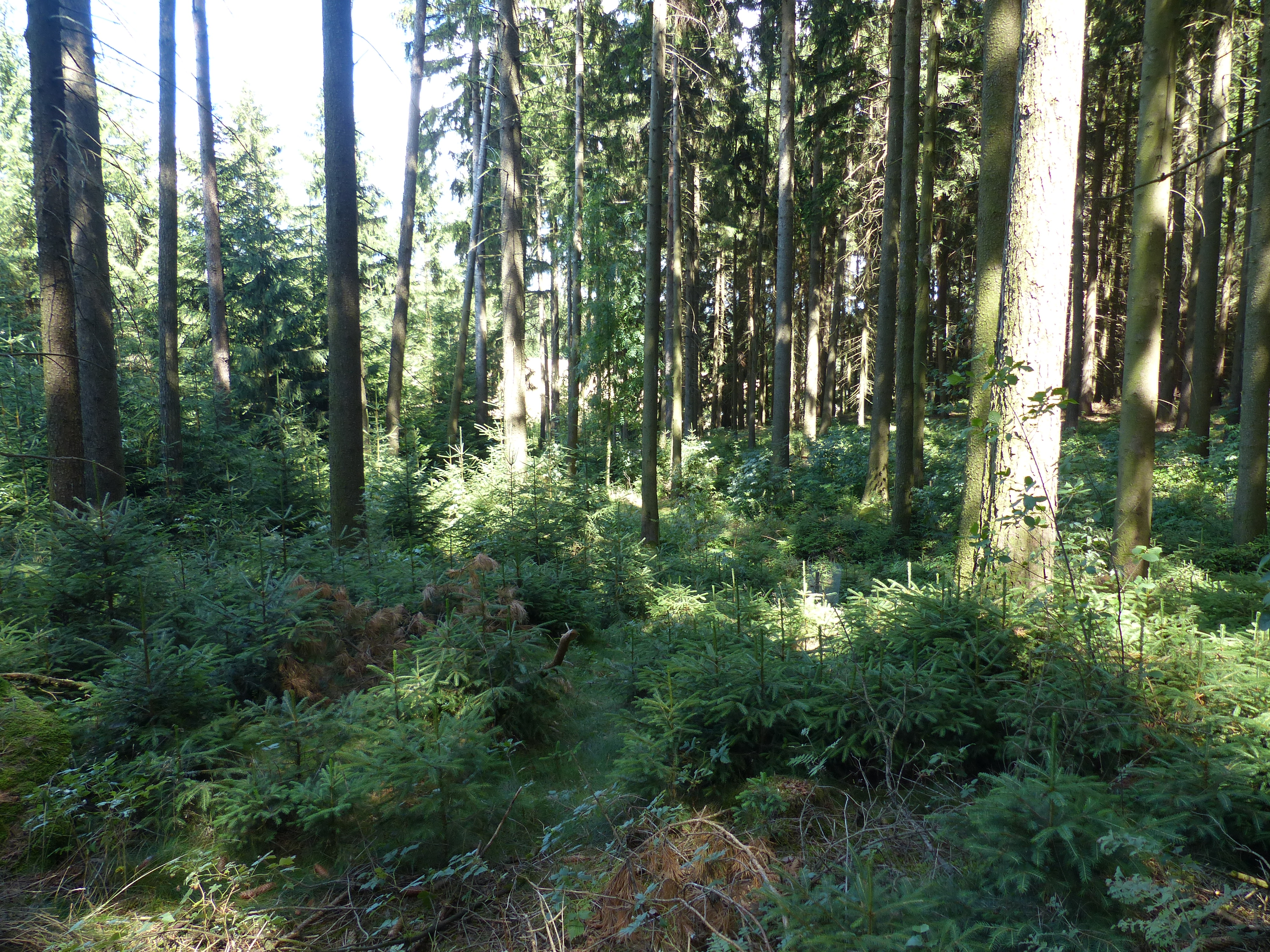
Geländespuren des Eingangsbereichs

Die Grube Christa war ein Uranbergwerk bei Großschloppen im oberfränkischen Landkreis Wunsiedel im Fichtelgebirge.
Ähnlich wie die Grube Werra bei Weißenstadt wurde in der Grube Christa der Versuch unternommen, Uran abzubauen. Die Arbeiten begannen im Jahr 1978 ca. 600 m östlich des Ortes. Zu den Vorkommen zwischen Porphyrgranit und metamorphem Schiefer gehörten Pechblende, Umangit, Klockmannit und Berzelianit.